# Außerirdisches Leben
Außerirdisches Leben  ist eine Bezeichnung für Lebensformen, die auf der Erde weder beheimatet noch entstanden sind. Der Begriff deckt alle möglicherweise existierenden Arten und Erscheinungsformen von Leben nichtirdischer Herkunft ab, von einfachsten biologischen Systemen (z. B. Mikrosphären, Prionen, Viren und Prokaryoten) über pflanzen- und tierartiges Leben bis hin zu Lebensformen, deren Komplexität der des Menschen entspricht oder sie übersteigt. Ein außerirdisches Wesen wird auch kurz Außerirdischer oder nach der englischen Bezeichnung Alien (von lateinisch alienus ,fremd, unbekannt‘) genannt. Das Adjektiv außerirdisch ist gleichbedeutend mit dem Fremdwort extraterrestrisch.
Bislang wurde noch kein Leben außerhalb der irdischen Biosphäre nachgewiesen.

## Historische Überlegungen
Naturphilosophische Gedanken zur Existenz außerirdischen Lebens lassen sich bis in die Antike zurückverfolgen. So finden sich etwa schon in Plutarchs Werk Das Mondgesicht oder Lukian von Samosatas Schrift Ikaromenipp oder die Wolkenreise Gedanken über Lebewesen jenseits der Erde. Derartige Texte beziehen sich jedoch wesentlich auf mythische Motive und haben nicht den Anspruch, mithilfe einer rationalen Argumentation Theorien über außerirdisches Leben zu entwickeln.
Giordano Bruno im 16. Jahrhundert meinte, dass das Weltall unendlich sei und dass es auch unendlich viele Lebewesen auf anderen Planeten im Universum gebe. Im späten 17. Jahrhundert veröffentlichte der Astronom Christiaan Huygens seine Schrift Weltbeschauer, oder vernünftige Muthmaßungen, daß die Planeten nicht weniger geschmükt und bewohnet seyn, als unsere Erde. Huygens, zugleich einer der Begründer der Wahrscheinlichkeitstheorie, erkannte, dass er zu keinen gesicherten Erkenntnissen über extraterrestrisches Leben kommen konnte. Dennoch seien einige Annahmen wahrscheinlicher als andere, daher könne man doch zumindest zu „vernünftigen Mutmaßungen“ kommen. Die Idee von „vernünftigen Mutmaßungen“ beeinflusste die Naturphilosophie des 18. Jahrhunderts stark. Christian Wolff berechnete mit Hilfe von Analogieargumenten und „vernünftigen Mutmaßungen“ gar die Größe der Jupiterbewohner auf 13819⁄1440 eines Pariser Fußes, also etwa vier Meter. Auch Immanuel Kant beschäftigte sich 1755 in seinem Werk Von den Bewohnern der Gestirne mit der Frage, ob es Leben auf anderen Planeten gebe.
Die Spekulationen über außerirdisches Leben nahmen insbesondere in der zweiten Hälfte des 19. Jahrhunderts zu, als die Evolutionstheorie an Verbreitung gewann, die besagt, dass sich das Leben auf der Erde über Zeiträume von Jahrmilliarden über natürliche Mutations- und Selektionsprozesse von einfachsten Lebensformen zu immer größerer Vielfalt, höherer Komplexität und schließlich auch zu Intelligenz entwickelt hat. Diese Vorstellung ließ es möglich erscheinen, dass sich auch auf anderen Planeten auf eine vergleichbare Weise Leben entwickelt hat – insbesondere, nachdem infolge der Aufklärung das traditionelle biblisch-christliche Weltbild immer mehr an Bedeutung verlor und die Astronomie aufgezeigt hatte, dass unsere Sonne ein Stern unter Milliarden ähnlicher Sterne ist.
Zunächst konzentrierten sich die Spekulationen über außerirdisches Leben auf die erdnächsten Himmelskörper: den Mond und die Planeten unseres eigenen Sonnensystems, insbesondere die beiden Nachbarplaneten der Erde, Mars und Venus. Daneben wurde lange spekuliert, ob unser Stern damit, dass er Planeten besitzt, einen Sonderfall im Universum darstellt oder ob Planeten im Universum in großer Zahl vorhanden seien.
1854 theoretisierte William Whewell, der Mars hätte Ozeane, Land und möglicherweise Lebensformen. Nach Teleskopbeobachtungen der Marskanäle, die sich später als optische Täuschung herausstellten, explodierten Ende des 19. Jahrhunderts die Spekulationen über Leben auf dem Mars förmlich. So veröffentlichte der amerikanische Astronom Percival Lowell 1895 sein Buch Mars, gefolgt von Mars and its Canals (Mars und seine Kanäle) 1906, in denen er vorschlug, dass die Kanäle die Arbeiten einer längst vergangenen Zivilisation („Marsianer“) wären. In den ersten wissenschaftlich untermauerten Vorstellungen von der Venus als Weltkörper galt dieser erdähnliche Planet durch seine größere Sonnennähe als eine lebensfreundlichere, junge und sehr warme Welt der Urzeit, die unter der undurchdringlichen Wolkendecke von Dschungel und Wüsten geprägt sei. Das hat sich dann auch in der später aufgekommenen wissenschaftlichen Phantastik der Literatur und der Filmkunst niedergeschlagen, besonders in Form verschiedener „Venusianer“. Mit der Erkundung der wirklichen Bedingungen, vor allem seit den ersten Messergebnissen der Sonde Mariner 2 1962, wurde dann klar, dass die Venus nicht tropisch und lebensfreundlich, sondern sehr heiß und trocken ist.

## Heutige Sicht

### Existenzwahrscheinlichkeit
Für die Existenz von intelligentem Leben außerhalb der Erde werden insbesondere die Tatsachen angeführt, dass es allein in der Milchstraße zwischen 200 und 400 Milliarden Sterne gibt und diese wiederum nur eine von mehr als 100 Milliarden Galaxien im sichtbaren Universum ist. Die Wahrscheinlichkeit der Existenz solchen Lebens wird zum Beispiel mit der Drake-Gleichung abgeschätzt.
Wenn man die Betrachtung auf „intelligentes Leben“ einengt, ist zu berücksichtigen, dass sich nicht jedes Leben in einer „typischen“ Biosphäre durch die Evolution zwangsläufig früher oder später auch zu intelligenten Lebensformen entwickelt. Auch können bestimmte Lebensformen wieder aussterben, sodass ihr durchschnittliches „Zeitfenster“, gemessen an den Jahrmilliarden umfassenden Zeiträumen der Lebensentwicklung auf Planeten, möglicherweise nur sehr kurz ist.
Bis Oktober 2020 konnte die Astronomie 5225 Exoplaneten nachweisen, darunter auch erdähnliche Himmelskörper (Gesteinsplaneten). Des Weiteren wurden in unserem eigenen Sonnensystem Hinweise auf flüssiges Wasser außerhalb der Erde (das gemeinhin als eine der notwendigen Voraussetzungen für Leben gilt) gefunden, vor allem auf den Eismonden des äußeren Sonnensystems wie etwa dem Jupitermond Europa, was Anlass zu neuen Spekulationen über außerirdisches Leben gab.
Einer angepassten Form der Drake-Gleichung zufolge, die das zum Stand 2016 bekannte Wissen über Exoplaneten einschließt, ist die Wahrscheinlichkeit, dass ein Planet in einer habitablen Zone eine „technologische Spezies“ hervorbringt, größer als etwa 10−24. Somit ist die Menschheit wahrscheinlich nicht der einzige Fall einer technologischen Spezies im beobachtbaren Universum.
Eine weitere Spekulation betrifft die mögliche interstellare Ausbreitung von Leben in der Milchstraße. Falls nach der Kardaschow-Skala technologisch fortgeschrittene Lebensformen zu interstellaren Reisen fähig wären und zudem ihre Zivilisation über Jahrmillionen aufrechterhalten könnten, müssten sich Spuren davon finden lassen. Die Tatsache, dass sich bis heute keine Anzeichen dafür finden, wird auch als Fermi-Paradoxon bezeichnet.
Weitere Faktoren sind die begrenzte habitable Zone in der Umgebung einer Sonne nach Włodzisław Duch und die begrenzte Anzahl von für komplexe Systeme verwendbaren chemischen Elementen wie Kohlenstoff und Silizium. Der Rare-Earth-Hypothese zufolge ist das Fermi-Paradoxon keineswegs paradox. Die Entstehung und die nachgewiesene kontinuierliche Entwicklung von komplexen vielzelligen Lebewesen auf der Erde seit Milliarden von Jahren sei nur einer vergleichsweise unwahrscheinlichen Konstellation vor allem astrophysikalischer und geologischer Bedingungen geschuldet.
Der amerikanische Astronom und Exobiologe Carl Sagan schätzte die Anzahl an Zivilisationen nur auf zehn. Der amerikanische Physiker Seth Shostak meinte 2018, dass es in der Milchstraße 10.000 außerirdische Zivilisationen geben könnte. Tom Westby und Professor Christopher Conselice von der Universität Nottingham schätzen jedoch, dass es in der Milchstraße nur 36 außerirdische Zivilisationen geben könnte. Bei 10.000 Zivilisationen läge der Abstand zwischen ihnen durchschnittlich bei rund 1.000 bis 2.000 Lichtjahren. Bei 36 Zivilisationen läge der durchschnittliche Abstand bei 17.000 Lichtjahren.

### Erscheinungsformen
Es wird vermutet, dass außerirdische Lebensformen, die sich unabhängig vom Leben auf der Erde entwickelt haben, sich mehr oder weniger deutlich von den uns bekannten Lebensformen auf der Erde (Mikroorganismen, Pflanzen, Tieren) unterscheiden könnten. Es ist aber auch gemäß der Hypothese der Panspermie denkbar, dass irdisches Leben nicht auf der Erde entstand, sondern durch Asteroiden auf die Erde gebracht wurde. Vor allem einfache außerirdische Lebensformen könnten somit den irdischen ähnlich sein.
Die Spekulationen über die Art außerirdischer Lebensformen lassen sich grob in drei Gruppen einteilen:
- diejenigen, die dem Leben auf der Erde, insbesondere humanoiden Lebensformen, nach dem Prinzip der konvergenten Evolution ähneln,
- Lebensformen, die sich von irdischem Leben völlig unterscheiden,
- niedere Lebensformen (Mikroorganismen).

Außerirdisches Leben könnte sogar auf ganz anderen chemischen Elementen und Verbindungen, wie sie als organische Kohlenstoffverbindungen bekannt sind (siehe Organische Chemie), aufgebaut sein. Die Annahme, dass außerirdisches Leben nur auf Kohlenstoffbasis vorstellbar ist, wird polemisch als Kohlenstoffchauvinismus bezeichnet. Einen Hinweis lieferte Ende 2010 eine Studie der NASA, wonach das Bakterium GFAJ-1 das Halbmetall Arsen in sein Erbgut einbaut; Kritiker dieser Studie bemängeln jedoch unter anderem verunreinigte Proben und die Instabilität eines auf Arsen basierenden Erbguts. Im Juni 2012 wurde bekannt, dass GFAJ-1 – entgegen bisherigen Annahmen – lediglich freies Arsenat, nicht aber biochemisch integriertes Arsen enthält. Stattdessen gleicht der Aufbau seiner Nukleinsäuren dem der bekannten Bakterien.
Einige Astrobiologen vertreten die Ansicht, dass Viren eine Vorstufe des Lebens sein könnten (Virus-first-Hypothese). Deshalb wurde bereits vorgeschlagen, auf Himmelskörpern wie dem Mars auch nach Viren zu suchen, anstatt sich ausschließlich auf Zellen wie Bakterien zu fokussieren.

### Wissenschaftsphilosophische Kritik und Probleme
Ein Problem der Astrobiologie ist, dass es zwar zahllose Versuche gibt, Leben zu definieren, keine dieser Definitionen hat sich jedoch als vollständig oder auch nur befriedigend erwiesen. Eine mögliche Schlussfolgerung ist, dass eine feste Trennlinie zwischen „belebt“ und „unbelebt“ gar nicht existiert. Als Arbeitsdefinition wird in weiten Teilen der Exobiologie, vor allem wenn es um die direkte Suche innerhalb des Sonnensystems geht, daher von „Leben in der uns bekannten Form“ gesprochen.
Verfechter der Exobiologie wenden sich gegen die Rare-Earth-Hypothese, weil nur die Umstände untersucht werden, die auf der Erde zu unserer Form von Leben geführt haben. Es müssten aber alle Umstände berücksichtigt werden, die potentiell zu Leben führen können. Speziell die Anwendung des anthropischen Prinzips, um zu Aussagen über die Häufigkeit von intelligentem Leben im Universum zu kommen, erscheint ihnen daher als unangemessen.
Cohen und Stewart verwenden die Begriffe universal (‚universell‘) und parochial (‚beschränkt‘), um Charakteristika zu kategorisieren, deren Auftreten bei Lebensformen auf anderen, aber im weitesten Sinne erdähnlichen Planeten sehr wahrscheinlich oder eher weniger wahrscheinlich (aber möglich) ist. Als universell werden Prinzipien und physikalische und chemische Funktionen bezeichnet, die sich mehrfach unabhängig voneinander während der Evolution auf der Erde entwickelt haben und dadurch anzeigen, dass sie zu verschiedenen Zeiten und an verschiedenen Orten einen evolutionären Vorteil darstellen.

### Leben in unserem Sonnensystem

#### Andere Planeten
Theoretisch könnte auch außerhalb der Erde auf anderen Planeten des Sonnensystems Leben existieren. So nimmt man in der astrobiologischen Abteilung der NASA an, dass auf den Planeten Venus und Mars sowie auf einigen größeren Monden, wie denen des Jupiters – vor allem Europa, aber auch Ganymed und Kallisto – Leben existieren kann oder konnte.
Sowohl beim innersten Planeten Merkur als auch bei den weit außen liegenden Eiswelten ab Uranus wird die Möglichkeit für Leben faktisch ausgeschlossen. Auf Merkur sind die Tag- und Nachttemperaturen (und damit auch die Schwankungen) zu extrem (−180 °C bis 460 °C), auf den äußeren Planeten ist die Temperatur dauerhaft zu tief (unter −190 °C), um Leben entstehen zu lassen. Auf der Venus hingegen gibt es verschiedene Hinweise auf mögliches Leben in höheren Schichten der Atmosphäre; wenngleich bisher keinen Beweis.
Eine besondere Stellung nimmt der Saturnmond Titan ein, auf dem unter einer dichten Atmosphäre aus Stickstoff und Methan Bedingungen herrschen könnten, die denen der Ur-Erde ähneln. Die lebensfreundlichsten Bedingungen im Sonnensystem außerhalb der Erde scheint nach derzeitigem Kenntnisstand allerdings der nur 500 km große Saturnmond Enceladus, ein Eismond, zu bieten.

#### Meteoriten und Kometen
Bei Untersuchungen an Meteoriten, zum Beispiel ALH 84001, wurden Spuren gefunden, die Versteinerungen von außerirdischen Mikroorganismen sein könnten. Dies ist umstritten, weil die gefundenen Spuren auch nichtbiologisch erklärbar sind. Seit der Entstehung der Astrobiologie ist kein Fund gemacht worden, der eindeutige Spuren extraterrestrischer Lebensformen belegt. Aminosäuren – wichtige Bausteine der Lebewesen auf der Erde – wurden jedoch bereits außerhalb des Sonnensystems und auch auf Meteoriten (z. B. dem Murchison-Meteoriten) und dem Kometen Wild 2 nachgewiesen.
Inzwischen wurde experimentell nachgewiesen, dass Meteoriten wie der Murchison-Meteorit katalytische Fähigkeiten besitzen: Ihr Material kann bewirken, dass aus einfachen Molekülen wie Formamid unter anderem Aminosäuren und Vorläufer von Zuckermolekülen entstehen.
Nachdem 1999 das NASA Johnson Space Center im Meteoriten Nakhla biomorphe (biomorph: „etwas, das einer biologischen Form oder Gestalt ähnelt“) Spuren gefunden hatte, wurde ein Fragment des Meteoriten 2006 für weitere Untersuchungen aufgebrochen, um eine mögliche Kontamination mit irdischen Organismen bei weiteren Untersuchungen ausschließen zu können. Darin wurden diverse komplexe kohlenstoffhaltige Materialien gefunden, die dendritartige Poren und Kanäle im Fels enthielten, ähnlich den Effekten von Bakterien in Steinen, die man von der Erde kennt. Nach mehrheitlicher Auffassung der Wissenschaftler reiche die Ähnlichkeit der Formen mit denen lebender Organismen nicht aus, um zu beweisen, dass einst Bakterien auf dem Mars lebten.
Anfang März 2011 veröffentlichte der NASA-Astrobiologe Richard Hoover in einem Raubverlag angebliche Forschungsergebnisse, wonach in den Meteoriten Alais, Ivuna und Orgueil, drei kohligen Chondriten, fossile Reste extraterrestrischer Organismen gefunden worden seien. Der Fund ist Gegenstand kontroverser Diskussionen. Am 7. März 2011 distanzierte sich die NASA von der Veröffentlichung Hoovers im Journal of Cosmology. Andere Astrobiologen gehen von terrestrischer Kontamination aus und bezweifeln die Ergebnisse von Richard Hoover.

### Leben in anderen Planetensystemen
Die vermutlich günstigsten Bedingungen für Leben bieten Planeten und große Monde, vor allem terrestrischer Art, in der habitablen Zone des jeweiligen Sterns mit flüssigem Wasser an ihrer Oberfläche. Für eine ausreichend stabile habitable Zone, mit nur geringen Änderungen über mehrere Milliarden Jahre hinweg, kommen nach heutigem Wissensstand nur Hauptreihensterne der Spektralklassen F–M in Betracht. Dabei weisen kleinere Sterne eine geringere Größe der habitablen Zone auf, dafür haben sie eine deutlich erhöhte Lebensdauer (Wasserstoffbrennen) bis hin zu einigen Billionen Jahren. Bei Roten Zwergen besteht jedoch das Problem der Flares sowie der gebundenen Rotation in der habitablen Zone, weshalb die Lebensfreundlichkeit dieser Sterne von einigen Wissenschaftlern grundsätzlich angezweifelt wird.
Auch jenseits der zirkumstellaren habitablen Zone könnte es Leben geben. Ein Beispiel sind massereiche Supererden in größerer Entfernung von ihrem Stern, die einen signifikanten Anteil Wasserstoff in ihren Atmosphären haben, der ein sehr potentes Treibhausgas ist und ein wärmeres Klima verursacht. Ein anderes Beispiel sind Eismonde mit flüssigen Ozeanen in der Tiefe unter einer dicken Eiskruste.
Einige Wissenschaftler sind der Meinung, dass die Erde nicht die optimalen Bedingungen für Leben bietet. Sie nehmen an, dass es superhabitable Planeten gibt, die noch bessere Lebensbedingungen aufweisen.

### Untersuchungen
2010 wurde das Cranfield Astrobiological Stratospheric Sampling Experiment (CASS-E) gestartet, das mit einer Ballonsonde Proben in der Stratosphäre sammelt, die dann nach möglicherweise existierenden extraterrestrischen Mikroorganismen untersucht werden. Da sich die Bio-Barrieren geöffnet hatten, konnten allerdings keine Proben gesammelt werden.
Im Rahmen des Search for Extraterrestrial Genomes Projekts (SETG) entwickeln MIT und NASA ein Gerät, das sehr unterschiedliche Proben aufbereiten und darin Nukleinsäuren nachweisen kann. Nach Feldtests in der Atacamawüste und in der Antarktis war 2018 eine Verwendung des Detektors auf dem Mars geplant.

## Intelligente Lebensformen
Es gibt keine allgemeingültige Definition des Begriffs Intelligenz. Bereits eine Übertragung des Konzepts Intelligenz auf die bekannten nichtmenschlichen Tiere ist nur schwer möglich. Dennoch wird versucht, diesen Begriff, vage im Sinne von menschenähnlicher oder höherer kognitiver bzw. geistiger Leistungsfähigkeit gemeint, auf mögliches außerirdisches Leben anzuwenden.
Auch wenn es eher wahrscheinlich als unwahrscheinlich ist, dass es außerirdisches intelligentes Leben gibt, geht man davon aus, dass es relativ (bis extrem) selten im Universum verbreitet ist.

### Suche und Kontaktaufnahme
Die meisten Menschen gehen heute davon aus, dass enorme Distanzen zwischen uns und außerirdischen Zivilisationen liegen. Angesichts dessen scheinen bis heute vor allem folgende Ansätze zur Suche und möglichen Kontaktaufnahme meistversprechend:
1. die Kommunikation über Radiowellen, die prinzipiell über weiteste Distanzen erfolgen kann (allerdings maximal mit Lichtgeschwindigkeit),
2. die Raumfahrt mit bemannten Raumschiffen oder unbemannten Sonden oder
3. zukünftige Technologien, die uns heute noch nicht bekannt sind.

Die Wissenschaft konzentriert sich vor allem auf die Suche nach Anzeichen von (primitivem) Leben oder dessen Spuren auf Exoplaneten, Meteoriten, unseren Nachbarplaneten und deren Monden einerseits, sowie auf die Suche nach Radiosignalen, die von intelligentem außerirdischem Leben in fremden Sonnensystemen herrühren könnten.
2009 befasste sich anlässlich des Internationalen Jahres der Astronomie die Päpstliche Akademie der Wissenschaften mit der Suche nach außerirdischen Lebewesen.

### Kontaktwahrscheinlichkeit mit Radiowellen

#### Faktor Entfernung
Wenn nicht in unmittelbarer Umgebung (in bis zu 80 Lichtjahren Entfernung) zivilisatorisch vergleichbares intelligentes Leben gefunden wird, wird eine Kommunikation im klassischen Sinne über Radiowellen zwischen Menschen und Außerirdischen wohl nicht zustande kommen, da die Laufzeiten − zumindest für unsere menschliche Existenz − zu lang sind. Nur eine generationenübergreifende Kommunikation wäre möglich.

#### Faktor Begrenzung der Funk- und Empfangsreichweite
Durch die Nutzung von Radiowellen, TV-Signalen, zivilen und militärischen Radaranlagen und anderen Quellen produziert unsere Zivilisation eine künstliche EM-Signatur der Erde (englisch Leakage radiation), die von extraterrestrischen technischen Zivilisationen mit astronomischem Forschungsinteresse innerhalb einer Entfernung von etwa 60 bis 80 Lj gegebenenfalls detektiert werden kann. Abschätzungen (Stand: 2009) gehen von etwa 3000 Sternen und einer unbekannten Anzahl von Planetensystemen innerhalb einer Distanz von 100 Lj aus. Einige SETI-Forscher halten es für möglich, dass militärische Einrichtungen, wie z. B. das Langstrecken-Phased-Array-Radar Don-2N, Cobra Dane, Sea-Based X-Band Radar oder HAARP, aufgrund der verwendeten Strahlungsleistung noch in Entfernungen von 500 Lichtjahren und mehr detektiert werden könnten.
Es wird daher bei SETI versucht, bis zu einer Reichweite von 500 Lj die Sterne nach Radiosignalen abzusuchen. Laut Aussagen (Stand: 2008) vom SETI Forscher Seth Shostak soll dies bis Ende 2025 gelingen, da bis dahin die Computerleistung stark genug ist, um alle Daten auszuwerten.

#### Faktor technologische Entwicklung
Eine Hypothese besagt, dass intelligente außerirdische Zivilisationen die Kommunikation mittels Radiowellen nur zeitlich beschränkt nutzen (etwa hundert Jahre lang), bis die Weiterentwicklung von Technologie zu anderen Kommunikationsmitteln führt (möglicherweise die der Quantenkommunikation bzw. Quantenteleportation bzw. mittels der spukhaften Fernwirkung), was die Wahrscheinlichkeit, ein Radiosignal einer außerirdischen Zivilisation zu entdecken, deutlich herabsenkt. Der genaue Grund dafür ist, dass sich Radiowellen nur mit Lichtgeschwindigkeit ausbreiten und die Planetenentstehung und Evolution außerirdischen Lebens und deren Technologie sich sehr unwahrscheinlich gleichzeitig und ähnlich entwickeln. Dass die „Zeitfenster“ zusammenpassen, wäre sehr unwahrscheinlich.

#### Berechnung
Mit der Anzahl der Sterne in Funkreichweite unserer EM-Signatur und umgekehrt (z. B. im Bereich 100 bis 500 Lj, 3.000 bis 375.000 Sterne), der Anzahl der Sterne in der Milchstraße (z. B. im Bereich 250 bis 400 Milliarden Sterne) bzw. Anzahl der Sterne in der habitablen Zone der Milchstraße, und der geschätzten Existenzwahrscheinlichkeit bzw. der Anzahl intelligenter außerirdischen Zivilisationen in unserer Milchstraße (z. B. im Bereich 36 bis 10.000) kann die Kontaktwahrscheinlichkeit grob (mit z. B. im Bereich 0,00000027 bis 0,015 Zivilisationen, und somit als sehr unwahrscheinlich) geschätzt werden. Im Fall, dass allgemein außerirdische Zivilisation durch technologische Entwicklung Radiowellen nur zeitlich begrenzt nutzen (z. B. 100 Jahre), wird die Kontaktwahrscheinlichkeit nochmals deutlich verringert.
Umgekehrt könne anhand der Anzahl der Kontakte die Anzahl der außerirdischen Zivilisationen in der Milchstraße abgeschätzt werden.

### Kontaktversuche

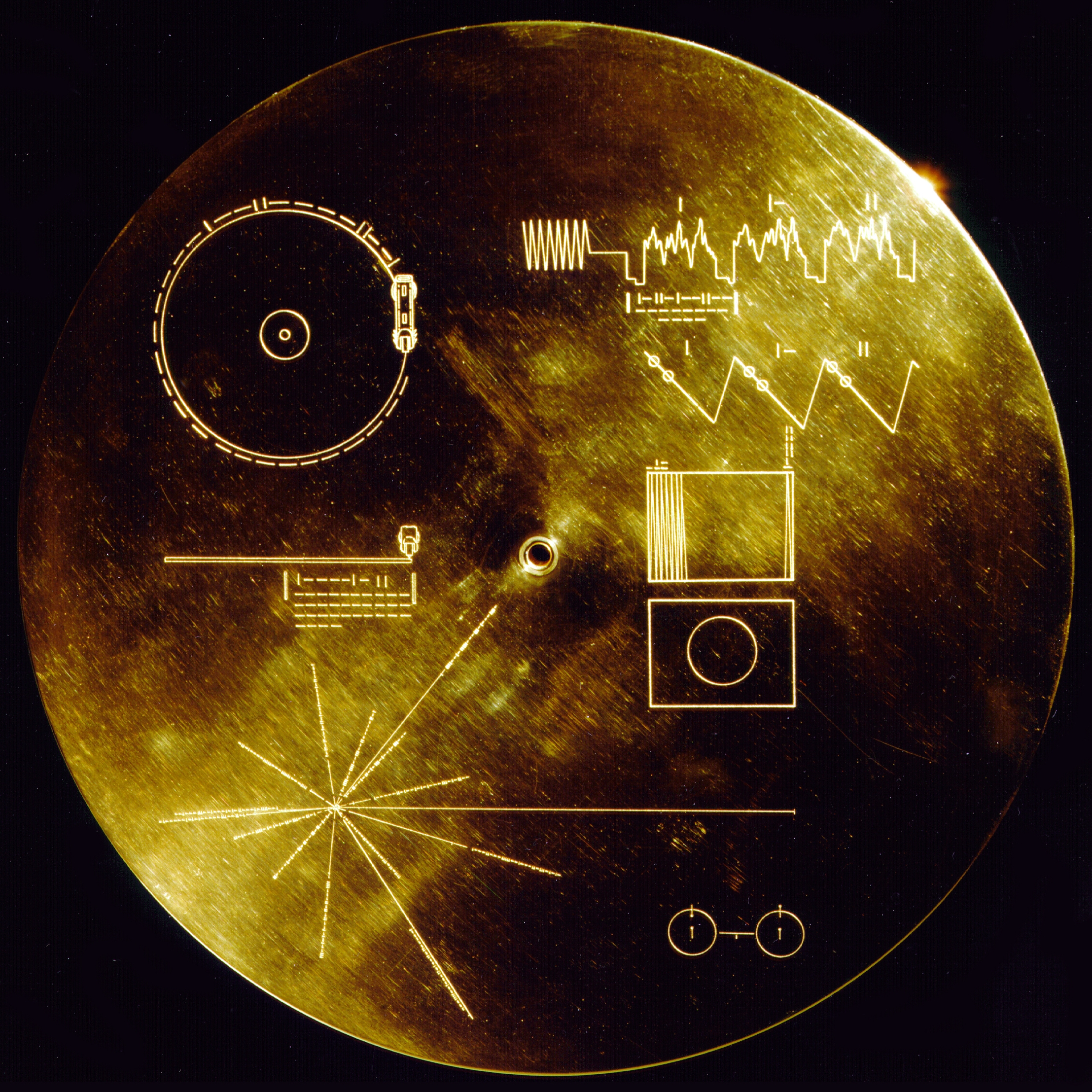
Golden Record Cover mit Gebrauchsanleitung

Schon im 19. Jahrhundert schlug Franz von Paula Gruithuisen vor, mit den von ihm vermuteten Mondbewohnern dadurch Kontakt aufzunehmen, dass man in den Weiten Sibiriens entsprechend dimensionierte Steckrübenpflanzungen in Form der Figur des pythagoräischen Lehrsatzes anlege.
Die Suche nach intelligentem außerirdischem Leben wird mit der Abkürzung SETI (Search for Extraterrestrial Intelligence) bezeichnet. Das SETI-Projekt basiert auf der Annahme, dass Außerirdische beiläufig oder gezielt elektromagnetische Signale aussenden, die von anderen intelligenten Lebewesen entdeckt werden könnten.
Im Jahre 1919 wurden bereits die ersten Versuche von Guglielmo Marconi unternommen, außerirdische Radiosignale zu empfangen, die jedoch nicht bestätigt werden konnten. Seit dem Jahr 1960 wird die SETI weiter verfolgt, bisher allerdings ohne Erfolg. Das bisher spektakulärste empfangene Signal ist das sogenannte Wow!-Signal, allerdings ist nicht sicher, ob es wirklich außerirdischen Ursprungs ist.
Als 1972 die beiden interstellaren Raumsonden Pioneer 10 und Pioneer 11 ausgesandt wurden, brachte man an den Sonden goldene Tafeln, die sogenannten Pioneer-Plaketten an, in der Hoffnung, dass falls die Sonden eines Tages von etwaigen intelligenten außerirdischen Lebensformen gefunden würden, diese dadurch von der Menschheit erfahren würden. 1974 wurde von der Erde aus einmalig eine Botschaft an mögliche Außerirdische in Form eines Radiowellen-Signals ausgestrahlt, die sogenannte Arecibo-Botschaft.
Die NASA hat 1977 die Raumsonden Voyager 1 und Voyager 2 zu den äußeren Planeten gestartet. Sie befinden sich mittlerweile im Grenzbereich des Sonnensystems und tragen je eine goldene Datenplatte mit Bild- und Audio-Informationen (Voyager Golden Record) über die Erde und die Menschheit mit sich, die für außerirdische Zivilisationen vermutlich lesbar wären.
Am 30. September 2006 strahlte der Kultursender Arte die Sendung CosmicConnexion auch per Spezialantenne in Richtung des Sterns Errai. Im Gegensatz zu früheren Nachrichten besteht sie nicht aus reinen Informationen über die Erde und den Menschen, sondern ist eine mehr künstlerische Darstellung der Menschheit. Arte plant außerdem eine eigene Serie, die ebenfalls per Antenne ins Weltall geschickt werden soll.
Für das Jahr 2015 plante die Europäische Weltraumorganisation ein mittlerweile eingestelltes Weltraumexperiment, das erdähnliche Exoplaneten beobachten und nach Anzeichen von Leben auf ihnen suchen sollte, das nach Charles Darwin benannte Teleskop Darwin. Ebenfalls unsicher in der Realisierung ist das auf unbestimmte Zeit verschobene Projekt Terrestrial Planet Finder.

### Potenzielle Gefahren bei Kontakt
Es wird spekuliert, dass der Kontakt mit außerirdischen Lebensformen gefährlich sein könnte, vor allem, wenn diese der Menschheit überlegen wären. Forscher wie Stephen Hawking und Simon Conway Morris äußerten ihre Befürchtungen über einen Kontakt mit intelligenten extraterrestrischen Wesen. Hawking meinte beispielsweise, dass die Menschheit, anstatt aktiv nach außerirdischen Zivilisationen zu suchen, stattdessen alles Erdenkliche tun sollte, um unentdeckt zu bleiben. Außerirdische Zivilisationen seien möglicherweise an der Erde nur als Ressourcenquelle interessiert und würden diese ausplündern wollen. Als Beispiel führte Hawking die Entdeckung Amerikas durch Christoph Kolumbus an, die für die Ureinwohner Amerikas auch nicht positiv ausgegangen sei. Der Astronom Alexander Zaitsev prägte für ein eventuelles Gefahrenszenario den Begriff Darth Vader Scenario, benannt nach einer Figur aus Star-Wars-Filmen. Es gibt Überlegungen für eine planetare Verteidigung. Der Global Risks Report 2013 des World Economic Forums bezeichnet eine zukünftige Entdeckung außerirdischen Lebens als einen möglichen X-Factor, der tiefgreifende Auswirkungen haben könnte.
Neben den genannten Gefahren für die Erde ist auch eine unbeabsichtigte Kontamination durch außerirdische Lebensformen denkbar, wenn diese in die Biosphäre der Erde gelangen. Aus Sicht der außerirdischen Lebensformen wäre dies eine unbeabsichtigte Vorwärts-Kontamination, die beispielsweise bei einer Erkundungsmission zur Erde auftreten könnte.

### Videos
- Sind wir allein im Universum? (1/2) aus der Fernseh-Sendereihe alpha-Centauri (ca. 15 Minuten). Erstmals ausgestrahlt am 20. Dez. 1998.
- Sind wir allein im Universum? (2/2) aus der Fernseh-Sendereihe alpha-Centauri (ca. 15 Minuten). Erstmals ausgestrahlt am 26. Sep. 1999.
- Wie kann man nach Leben im All suchen? aus der Fernseh-Sendereihe alpha-Centauri (ca. 15 Minuten). Erstmals ausgestrahlt am 23. Mai  1999.
- Was gibt es Neues über Außerirdische? aus der Fernseh-Sendereihe alpha-Centauri (ca. 15 Minuten). Erstmals ausgestrahlt am 7. Mai  2000.
- Gibt es Außerirdische? aus der Fernseh-Sendereihe alpha-Centauri (ca. 15 Minuten). Erstmals ausgestrahlt am 30. Sep. 2001.
- Gibt es Leben auf Europa? aus der Fernseh-Sendereihe alpha-Centauri (ca. 15 Minuten). Erstmals ausgestrahlt am 15. Sep. 2002.